# Camille Muls (Radsportler)
Camille Muls (* 20. März 1916 in Sint-Joost-ten-Node; † 28. Juli 2005 in Jette) war ein belgischer Radrennfahrer und nationaler Meister im Radsport.

## Sportliche Laufbahn
1935 gewann er einen nationalen Titel, als er die Meisterschaft der Unabhängigen im Straßenrennen vor Henri Deudon für sich entscheiden konnte. Von 1936 bis 1944 war er als Berufsfahrer aktiv. 1936 gewann er das Rennen Paris–Troyes vor Jean André Bidot. Weitere Erfolge gelangen ihm in seiner Laufbahn nicht mehr.